# Петровка (Дедовский сельсовет)
Петровка (баш. Петровка) — деревня в Федоровском районе Республики Башкортостан Российской Федерации. Входит в состав Дедовского сельсовета.

## География

### Географическое положение
Расстояние до:
- районного центра (Фёдоровка): 8 км,
- ближайшей ж/д станции (Мелеуз): 73 км.

## Население
| 2002 | 2009 | 2010 |
| ---- | ---- | ---- |
| 9    | →9   | ↘3   |

Национальный состав
Согласно переписи 2002 года, преобладающая национальность — русские (89 %).